# Batea catharinensis
Batea catharinensis is een vlokreeftensoort uit de familie van de Bateidae. De wetenschappelijke naam van de soort is voor het eerst geldig gepubliceerd in 1865 door Müller.